# Lars Ranthe
Lars Kristian Ranthe (født 26. august 1969 på Vesterbro i København) er en dansk skuespiller.
Efter endt uddannelse fra Odense Teater i 1998, har han siden medvirket i flere danske film og tv-serier, såsom Se til venstre, der er en svensker (2003), Forbrydelser (2004), Adams æbler (2005), Sommer (2008), Pagten (2009), Dirch (2011), Jagten (2012), Dicte (2013-2016), Kollektivet (2016), Der kommer en dag (2016), Badehotellet (2013-2024) og Druk (2020). For sine præstationer har han modtaget flere Bodil- og Robert-nomineringer, og han modtog for sin gennembrudsrolle som komikeren Kjeld Petersen i filmen Dirch både en Bodil- og Robert-pris i kategorien bedste mandlige birolle.

## Biografi
Ranthe blev født d. 26. august 1969 i København som søn af Jytte Ranthe, porcelænsmaler, og Per Ranthe, typograf og offset-trykker, og han voksede op på Vesterbro og Amager.

### Karriere
Ranthe begyndte sin skuespilkarriere i starten af 1980'erne i filmen Gummi Tarzan (1981) og tv-serien Crash: Truslen fra det sorte hul (1984), før han i 1995 blev optaget på Odense Teater, hvor han dimitterede fra som skuespiller i 1998. Herefter medvirkede han i film som Se til venstre, der er en svensker (2003), Forbrydelser (2004), dramaserien Krøniken i (2004), Adams æbler (2005) og i DR-dramaserien Sommer (2008). Ranthes filmiske gennembrud kom med rollen som Kjeld Petersen i filmen Dirch (2011), som han modtog en Bodil- og en Robert-pris i kategorierne "Bedste mandlig birolle" og "Årets mandlige birolle" hhv.
Andre prominente roller inkluderer Jagten (2012), Skytten (2013), Dicte (2013-2016), Kollektivet (2016), Der kommer en dag (2016) og Badehotellet (2013-2021). Ranthe har senere modtaget endnu en Robert-pris i kategorien "Årets mandlige birolle" for sin rolle i tv-serien Kriger (2018), samt endnu en Bodil-nominering for filmen Kærlighed og andre katastrofer (2016), og en Robert-nominering for sin rolle i tv-serien Friheden (2018).
Ranthes seneste rolle som Peter i den anmelderroste og Oscar-vindende film Druk (2020) har givet ham endnu en Bodil- og Robert-nominering i kategorierne "Bedste mandlige birolle" og "Årets mandlige birolle" - nomineringer som også er gået til hans med-birolleskuespillere i filmen, Magnus Millang og Thomas Bo Larsen. Ranthe modtog desuden sammen med sine medskuespillere, Mads Mikkelsen, Magnus Millang og Thomas Bo Larsen skuespilsprisen Silver Shell ved San Sebastián International Film Festival i Spanien.

### Privat
Ranthe blev gift med skuespiller Christina Albeck Børge i 1998, og de har sammen to døtre, Rigmor Ranthe (f. 2004) og Betty Marie Ranthe (f. 2008)

## Filmografi

### Spillefilm
| År   | Titel                              | Rolle                 | Noter    |
| ---- | ---------------------------------- | --------------------- | -------- |
| 1981 | Gummi Tarzan                       | Stand-in for Alex     |          |
| 2000 | Bænken                             | Kaptajnen             |          |
| 2001 | Agnethe                            | Den Fremmede          | Kortfilm |
| 2002 | Små ulykker                        | Håndværker            |          |
| 2002 | Okay                               | Bistandsklient        |          |
| 2003 | Se til venstre, der er en svensker | Carsten               |          |
| 2003 | De grønne slagtere                 | Sundhedskontrollant   |          |
| 2003 | Bagland                            | Claus                 |          |
| 2004 | Brødre                             | Preben 1              |          |
| 2004 | Lad de små børn...                 | Bilsælger             |          |
| 2004 | Forbrydelser                       | Frank                 |          |
| 2005 | Vakuum                             | Far                   | Kortfilm |
| 2005 | Adams æbler                        | Esben                 |          |
| 2005 | Store planer!                      | Fængselsbetjent       |          |
| 2005 | Fluerne på væggen                  | Journalist            |          |
| 2005 | Den rette ånd                      | Lars                  |          |
| 2006 | Sprængfarlig bombe                 | Laust Hatling         |          |
| 2007 | Mors dreng                         | Magnus' far           | Tv-film  |
| 2011 | Dirch                              | Kjeld Petersen        |          |
| 2012 | Fortidens skygge - den som dræber  | Sørensen              |          |
| 2012 | Jagten                             | Bruun                 |          |
| 2013 | Øresund                            | Ulrik                 | Kortfilm |
| 2013 | Skytten                            | Jesper Bang           |          |
| 2014 | Klassefesten 2 - Begravelsen       | Torben                |          |
| 2014 | Kartellet                          | Knutte                |          |
| 2016 | Kollektivet                        | Ole                   |          |
| 2016 | Der kommer en dag                  | Overlærer Toft Lassen |          |
| 2016 | Kærlighed og andre katastrofer     | Frederik              |          |
| 2017 | En perfekt dag                     | Emmas far             | Kortfilm |
| 2017 | Becker - Kungen av Tingsryd        | Morten                |          |
| 2018 | Så længe jeg lever                 | Rost                  |          |
| 2019 | Jagtsæson                          | Jan                   |          |
| 2020 | Malous jul                         | Nils                  |          |
| 2020 | Druk                               | Peter                 |          |
| 2022 | Bamse                              | John Madsen           |          |

### Tv-serier
| År        | Titel                            | Rolle                       | Noter                                                 |
| --------- | -------------------------------- | --------------------------- | ----------------------------------------------------- |
| 1984      | Crash: Truslen fra det sorte hul | Birger                      | Medvirker i 13 episoder                               |
| 2000      | Skjulte spor                     | Skalle                      | Medvirker i S1E2                                      |
| 2001      | Langt fra Las Vegas              | Asbestmand                  | Medvirker i S1E11 'Én På Egnsdragten'                 |
| 2002      | Hotellet                         | Jens 'Joker' Pedersen       | Medvirker i S2E10                                     |
| 2003      | Nikolaj og Julie                 | Joakim Meiland              | Medvirker i S2E7                                      |
| 2003      | Er du skidt, skat?               | Roberto Douglas             | Medvirker i S1E7                                      |
| 2004      | Krøniken                         | Mugge                       | Medvirker i S1E1-E2                                   |
| 2008      | 2900 Happiness                   | Finn Frikast                | Medvirker i S2E35-36-40                               |
| 2008      | Sommer                           | Jakob Sommer                | Medvirker i alle 20 episoder                          |
| 2009      | Pagten                           | Fabio                       | Julekalender (medvirker i 18 episoder)                |
| 2009      | Manden med de gyldne ører        | Allan 'Numsen' Thorsen      | Medvirker i S1-E1-3-4-8                               |
| 2010      | Lærkevej                         | Per Thiel                   | Medvirker i S2E8 "Flotte Fyr"                         |
| 2011      | 4x1                              | Kenneth                     | Medvirker i S1E1                                      |
| 2012      | Lykke                            | Jonas Toft                  | Medvirker i S2E4 "Hvepsen" S2E3 "Anden" S2E2 "Rotten" |
| 2012      | Limbo                            | Bjørn                       | Medvirker i S1E1-2-3                                  |
| 2012      | Jul i Kommunen                   | Borgmester Per Tommy Larsen | Julekalender                                          |
| 2012      | Julestjerner                     | Toms far                    | Julekalender (medvirker i 3 episoder)                 |
| 2013      | Valg i Kommunen                  | Borgmester Per Tommy Larsen | Medvirker i S1E1                                      |
| 2013-2016 | Dicte                            | Torsten                     | Medvirker i 30 episoder                               |
| 2017-2018 | Herrens Veje                     | Daniel                      | Medvirker i 12 episoder                               |
| 2018      | Greyzone                         | Henrik Dalum                | Medvirker i 10 episoder                               |
| 2018      | Broen                            | Dan                         | Medvirker i S4E1-3-4-5                                |
| 2018      | Kriger                           | Tom                         | Medvirker i 6 episoder (mini-tv-serie)                |
| 2018      | Håbet                            | Jens-Peter Jensen           | Medvirker i S1E3-4 (mini-tv-serie)                    |
| 2019      | Forhøret                         | Frank                       | Medvirker i S1E1-7-8                                  |
| 2020      | Julefeber                        | Slikkepinden                | Julekalender (medvirker i 4 episoder)                 |
| 2013-2021 | Badehotellet                     | Grosserer Georg Madsen      | Medvirker i 50 episoder                               |
| 2018-2021 | Friheden                         | Erik Jørgensen              | Medvirker i 18 episoder                               |
| 2021      | Kastanjemanden                   | Nylander                    |                                                       |
| 2022      | Carmen Curlers                   | Jørgen Windfeld             |                                                       |

### Lagt stemme til følgende film (udvalgt)
| År   | Titel                            | Rolle                                            |
| ---- | -------------------------------- | ------------------------------------------------ |
| 1983 | Vinden i piletræerne             | Hr. Tudse                                        |
| 2011 | Orla Frøsnapper                  | Linedanser                                       |
| 2012 | Sammys Store Eventyr 2           | Don Å                                            |
| 2012 | De eventyrlige vogtere           | Mørke                                            |
| 2012 | Doktor McStuffins                | Buddy                                            |
| 2013 | Smølferne 2                      | Hyggesmølf - Malersmølft - Passivaggressiv Smølf |
| 2013 | Olsen-banden på dybt vand        | Dynamit Harry                                    |
| 2013 | Jul I Bakkekøbing                | Søren Gundersen                                  |
| 2015 | Den Gode Dinosaur                | Poul                                             |
| 2015 | Albert                           | Alberts far                                      |
| 2016 | Syng                             | Mike                                             |
| 2016 | Den Store Venlige Kæmpe          | Kødklumpæderen                                   |
| 2016 | Bakkekøbing - Det store osteræs  | Søren Gundersen                                  |
| 2017 | Smølferne: Den hemmelige landsby | Gargamel                                         |
| 2018 | Måneskin i Bakkekøbing           | Søren Gundersen                                  |
| 2018 | Hodja fra Pjort                  | Far                                              |
| 2019 | Løvernes Konge                   | Kamari                                           |
| 2019 | Den eventyrlige park             | Peanut                                           |
| 2019 | Dumbo                            | Rufus Sorghum                                    |
| 2019 | Dronningens corgi                | Charlie                                          |

## Priser
Oversigt over nomineringer og priser, Ranthe har modtaget.

### Bodil-prisen
| År   | Film                           | Kategori                | Resultat  |
| ---- | ------------------------------ | ----------------------- | --------- |
| 2012 | Dirch                          | Bedste mandlige birolle | Vundet    |
| 2016 | Kærlighed og andre katastrofer | Bedste mandlige birolle | Nomineret |
| 2020 | Druk                           | Bedste mandlige birolle | afventer  |

### Robert-prisen
| År   | Film     | Kategori               | Resultat  |
| ---- | -------- | ---------------------- | --------- |
| 2012 | Dirch    | Årets mandlige birolle | Vundet    |
| 2018 | Kriger   | Årets mandlige birolle | Vundet    |
| 2018 | Friheden | Årets mandlige birolle | Nomineret |
| 2020 | Druk     | Årets mandlige birolle | Nomineret |